# Suchý (Mała Fatra)

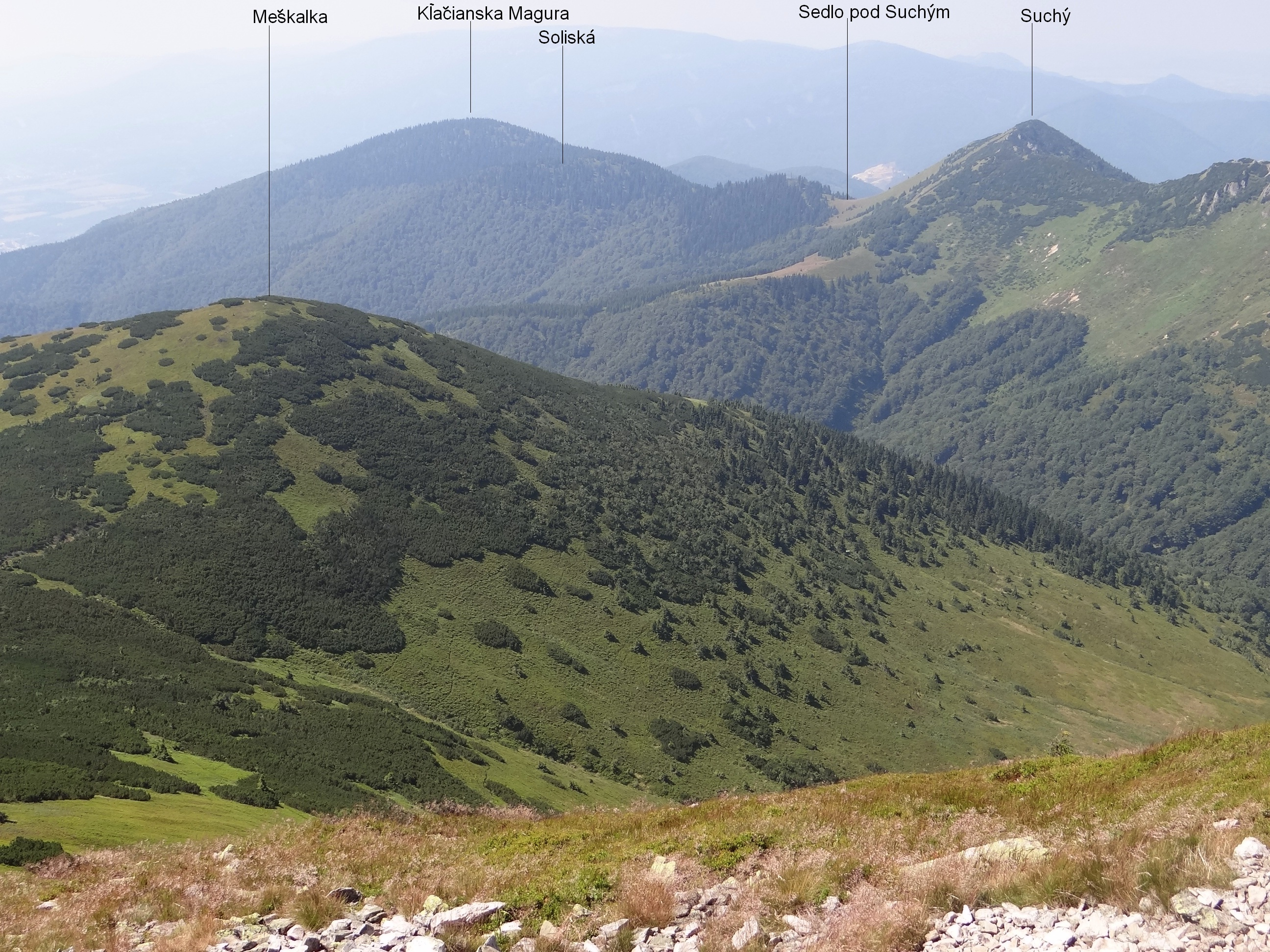
Widok z Małego Krywania

Suchý (1468 m) – jeden z wyższych i najbardziej charakterystycznych szczytów w tzw. Krywańskiej części Małej Fatry w Karpatach Zachodnich na Słowacji.

## Topografia
Suchý wznosi się w południowo-zachodniej części Krywańskiej Małej Fatry, w jej głównym grzbiecie. Na Suchým grzbiet ten rozgałęzia się na kilka ramion:
- grzbiet północno-zachodni poprzez Príslop pod Suchým biegnący do Javoriny i dalej, po Jedľovinę. Oddziela dolinę Hoskora od doliny Kúr,
- grzbiet północno-wschodni poprzez Białe Skały i Stratenec biegnący do Małego Krywania. Oddziela dolinę Kúr od Sučiańskiej doliny,
- grzbiet południowy biegnący do szczytu Kľačianska Magura. Oddziela Sučiańską dolinę od Pekelnej doliny (odnoga doliny Hoskora),
- krótki grzbiet zachodni oddzielający Pekelną dolinę od głównego ciągu doliny Hoskora

W głównej grani Małej Fatry znajduje się grzbiet północno-zachodni i północno-wschodni.

## Opis szczytu
Zbudowany jest ze skał dolomitowo-wapiennych. Dawniej miał nazwę Suchý Uplaz, był wypasany i bardziej trawiasty. Obecnie, po zaprzestaniu pasterstwa stopniowo zarasta kosodrzewiną i drzewami. Z jego wierzchołka roztacza się szeroka panorama widokowa ma Wielką Fatrę, Małą Fatrę Luczańską, Kotlinę Turczańską i Żylińską, Góry Kisuckie. W północnym kierunku widoki sięgają po Wielką Raczę, we wschodnim po Wielki Chocz. Stoki zachodnie i północne to obszar ochrony ścisłej – rezerwat przyrody Suchý

## Turystyka
Na szczycie Suchego krzyżują się dwa szlaki turystyczne: biegnący główną granią czerwono znakowany odcinek międzynarodowego szlaku pieszego E 3 i zielony biegnący grzbietem południowym. Ponadto północne, zachodnie i południowe stoki Suchego trawersuje szlak żółty biegnący przez przełęcze wokół Suchego. Pod grzbietem północno-zachodniego ramienia Suchego, już poza przełęczą Príslop pod Suchým, wznosi się schronisko turystyczne Chata pod Suchým.
  odcinek: Nezbudská Lúčka – Podhradské – Plešel – Chata pod Suchým – Príslop pod Suchým – Javorina – Suchý – Białe Skały – Vráta –  Stratenec – sedlo Priehyb – Mały Krywań – Koniarky – Bublen – Pekelník – Wielki Krywań – Snilovské sedlo. Czas przejścia: 7.10 h, ↓ 6.25 h:
  Turčianske Kľačany – Chata pod Kľačianskou Magurou – Sedlo pod Suchým – Suchy. Czas przejścia 3.30 h, ↓ 2.50 h
  Vráta – Príslop pod Suchým – Sedlo pod Suchým – Sedlo Priehyb. Czas przejścia 2 h, ↓ 2.10 h